# منتخب بالاو لكرة السلة
منتخب بالاو لكرة السلة هو ممثل بالاو الرسمي في المنافسات الدولية في كرة السلة. ينتمي إلى منطقة اتحاد أوقيانوسيا لكرة السلة. انضم إلى الاتحاد الدولي لكرة السلة في عام 1988.